# Acalypha argomuelleri
Acalypha argomuelleri é uma espécie de flor do gênero Acalypha, pertencente à família Euphorbiaceae.